# Dobroslavice
Dobroslavice (en allemand : Dobroslawitz) est une commune du district d'Opava, dans la région de Moravie-Silésie, en République tchèque. Sa population s'élevait à 761 habitants en 2021.

## Géographie
Dobroslavice se trouve à 4 km au sud-ouest de Hlučín, à 11 km au nord-ouest d'Ostrava, à 19 km à l'est-sud-est d'Opava et à 266 km à l’est de Prague.
La commune est limitée par Háj ve Slezsku au nord-ouest et au nord, par Kozmice au nord, par Hlučín au nord-est, par Děhylov au sud-est et au sud, par Ostrava au sud, et par Velká Polom à l'ouest.

## Histoire
La première mention écrite de la localité date de 1377.

## Transports
Par la route, Dobroslavice se trouve à 7 km de Hlučín, à 21 km d'Opava, à 16 km d'Ostrava et à 348 km de Prague.